# Divotvorný klobouk (divadelní hra)
Divotvorný klobouk je divadelní „jednoaktová“ hra, jejímž autorem je Václav Kliment Klicpera. Vyšla v roce 1817.

## Děj
Lidová veselohra. Studenti Strnad a Křepelka jsou zadlužení, rádi sedávají v hospodě, hospodský Barnabáš jim už nechce nalévat. Křepelkův strýc umírá, ale dědictví pro Křepelku představuje jen starý třírohý klobouk, studenti se rozhodnou ho prodat Strnadovu lakomému strýci Koliášovi. Křepelka se vydává za cizího kupce, který chce kouzelný klobouk koupit, protože ten, kdo si jej nasadí na hlavu, nemusí platit žádnou útratu. Strnadův strýc Koliáš lsti uvěří a vydá se na magický klobouk podívat v akci. Strnad a Křepelka se domluvili s hospodským Barnabášem a tak si převlečený Strnad dopřává hostinu, o útratu nedbá, když chce hostinskému platit, nasadí si klobouk a Barnabáš žádné peníze nechce. Koliáš je ohromen a klobouk si zakoupí, ihned ho jde vyzkoušet, ale klobouk nefunguje a Barnabášovi musí zaplatit, posléze se dozví, že ho ošidil Strnad a Křepelka, kteří z utržených peněz splatili své dluhy, Strnad mu zbylé peníze vrací zpět, ale Koliáš už své peníze nechce.

## Filmové dílo
Podle Klicperovy divadelní hry byl v roce 1952 natočen v režii Alfréda Radoka film Divotvorný klobouk.